# 生物泵

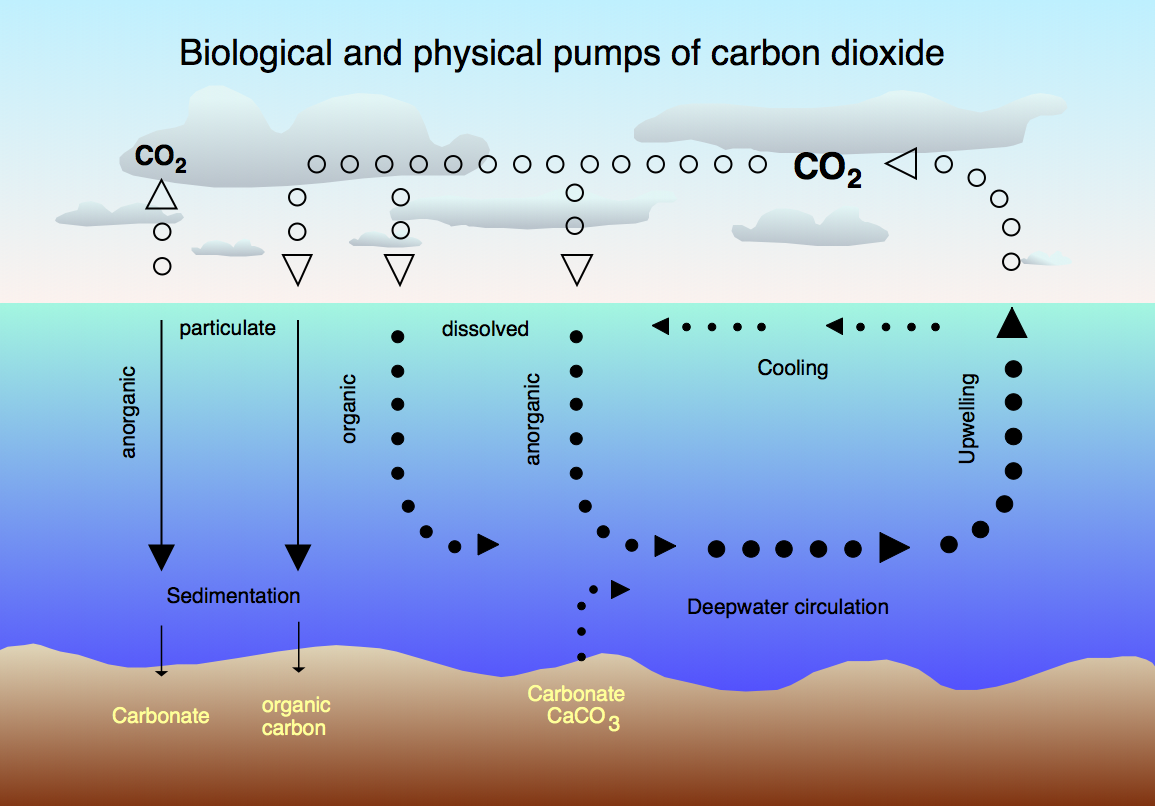
CO_{2}在海洋与大气间的循环

生物传递是以生物或生物行为为动力，将碳元素从大气到海洋内部和海底沉积物的固存。它是海洋碳循环的一部分，负责在光合作用（软组织泵）过程中主要由浮游植物形成的有机物质的循环，以及由某些生物（例如浮游生物和软体动物）形成的贝壳中的碳酸钙（CaCO3）的循环（碳酸盐泵）。

## 概述
碳元素在自然界中循环的过程称为碳循环。而要将碳元素传送到深海主要有两种途径。一种是以生物为动力的生物传递，另一种是以物理为动力的溶解传递（solubility pump）。生物传递的主要模式是沉降。即大量由生物形成的含碳微粒，如粪便和微生物尸体等从海洋的表层沉降到深海。沉降物中除了排泄物等有机碳外，还包含了无机碳。这些无机碳的主要成分是碳酸钙(CaCO3). 而这些碳酸钙的主要来源是一些动物的钙化外壳，如有孔足目和翼足目。有学者将生物传递中，有机碳的部分称为软组织传递，无机碳部分则称为硬组织传递。
有机碳在沉降过程中有可能腐败分解。当中的部分碳将转变为二氧化碳溶解在水中。而碳酸钙是微溶物，也会有部分溶入到海水中。溶解量和速度根据该海域中碳酸离子浓度决定，碳酸离子浓度大，则通解速度慢。

## 意义
生物传递在自然界的碳循环中扮演着重要的角色。大量的碳通过生物传递从海洋表面传送到深海。但由于难以测量，所以具体数量尚不可知。
相对于溶解传递来说，生物传递碳固化的效果更为显著。这一效果在石化燃料大量使用的今天有着更特殊的意义。可惜的是由于人类活动引起的大气中二氧化碳含量的上升并没有使得海洋中植物的数量提升。这是由于海洋中植物比起陆地上的难获得二氧化碳。相反，有学者认为气候的转变可能会使得生物传递的作用降低。因为温室效应会提高海面表层的温度，这样被认为会减少透光层中的养分，导致该层中初级生产的数量减少。

## 参看
- 溶解传递（英语：Solubility pump）
- 海洋酸化